# San Lorenzello
San Lorenzello est une commune italienne de la province de Bénévent, dans la région Campanie.

## Administration
| Période                                  | Période | Identité | Étiquette | Qualité |
| ---------------------------------------- | ------- | -------- | --------- | ------- |
|                                          |         |          |           |         |
| Les données manquantes sont à compléter. |         |          |           |         |

### Hameaux
« Une crèche aux flancs d'un mont placide ; un torrent impétueux parfois, parfois absent, qu'il le sépare du reste du monde. Autour une théorie de collines, qu'ils semblent danser, quand le vent d'automne déplace les feuilles et il fait chanter les arbustes. Celui-ci est Saint Lorenzello, le plaisant petit pays dans lequel histoire et légende, mythe et beauté, art et culture se fondent dans un entrelacement inextricable de souvenirs passionnés qui, génération après génération, donne aux habitants cette aura d'harmonie séraphique, typique en qui sait de venir de très loin ». (Annalisa Lavorgna)

### Communes limitrophes
Castelvenere, Cerreto Sannita, Cusano Mutri, Faicchio, Guardia Sanframondi, San Salvatore Telesino